# Zords in Power Rangers: (Super) Samurai
De Zords uit de serie Power Rangers: Samurai zijn machines die lijken op een dier. De zords worden van binnenuit bestuurd door de Power Rangers.

## Zords
Hieronder volgt een overzicht van alle Zords uit de serie:
| Naam               | Dier      | Beschrijving                                                                                       |
| ------------------ | --------- | -------------------------------------------------------------------------------------------------- |
| Lion Foldingzord   | Leeuw     | De zord van de Rode Ranger (Jayden). Vormt het hoofd van de Samurai Megazord.                      |
| Dragon Foldingzord | Draak     | De zord van de Blauwe Ranger (Kevin). Vormt de rechtervoet van de Samurai Megazord.                |
| Turtle Foldingzord | Schildpad | De zord van de Roze Ranger (Mia). Vormt de rechterarm van de Samurai Megazord.                     |
| Bear Foldingzord   | Beer      | De zord van de Groene Ranger (Mike). Vormt de rechtervoet van de Samurai Megazord.                 |
| Ape Foldingzord    | Aap       | De zord van de Gele Ranger (Emily). Vormt de linkerarm van de Samurai Megazord.                    |
| Claw Zord          | Krab      | De zord van de Gouden Ranger (Antonio). Vormt de borst van de Claw Armor Megazord.                 |
| Tiger Zord         | Tijger    | Een van de Samurai Battlewingzords. Wordt bestuurd door de Rode Ranger.                            |
| Swordfish Zord     | Zwaardvis | Een van de Samurai Battlewingzords. Wordt bestuurd door de Blauwe Ranger.                          |
| Beetle Zord        | Kever     | Een van de Samurai Battlewingzords. Wordt bestuurd door de Groene Ranger.                          |
| Octo Zord          | Octopus   | De tweede zord van de Gouden Ranger.                                                               |
| Bull Zord          | Stier     | De derde zord van de Rode Ranger. Wordt gebruikt om de Shogun Mode in te schakelen.                |
| Shark Zord         | Haai      | De vierde zord van de Rode Ranger. Wordt gebruikt om de Samurai Shark Attack Mode in te schakelen. |

## Samurai Megazords
De Megazord van het team. Bestaat in zijn basisvorm uit de Lion, Dragon, Turtle, Bear en Ape Foldingzords.
Alternatieve combinaties:
- Octo Spear Megazord:     Gecombineerd met de Octo Zord.
- Beetle Blaster Megazord: Gecombineerd met de Beetle Zord.
- Swordfish Fencer Megazord: Gecombineerd met de Swordfish Zord.
- Tiger Drill Megazord:     Gecombineerd met de Tiger Zord.
- Samurai Shark Megazord: Gecombineerd met de Shark Zord.
- Samurai Lightzord:     De Samurai Megazord, maar in plaats van de Lion Foldingzord de Lightzord.

### Overige Megazords
Samurai BattlewingDe megazord van de Rode, Blauwe en Groene rangers. Ontstaat uit een combinatie van de Tiger Zord, Swordfish Zord en Beetle Zord.
Battlewing MegazordDe Battlewing Megazord is de combinatie van de Samurai Megazord en de Samurai Battlewing. De zords zijn: Lion, Dragon, Turtle, Bear & Ape Foldingzords en de Tiger, Swordfish & Beetle Zords.
Bull MegazordDe Bull Megazord is de megazord van alleen de Bull Zord
Samurai GigazordDe Samurai Gigazord is de megazord met de 1e 11 zords.
Samurai Shark GigazordDe Samurai Shark Gigazord is de allersterkste megazord en bevat alle twaalf zords: Lion, Dragon, Turtle, Bear en Ape Foldingzords en deClaw, Tiger, Swordfish, Beetle, Octo, Bull en Shark Zords.
Light ZordEen kleinere zord in de vorm van een lantaarn. Hij werd gemaakt door Antonio. De zord bevat alle Power Discs, waarmee men de zords kan oproepen.